# 侏儒長臂猿
侏儒長臂猿，又名克洛斯長臂猿、明打威長臂猿，該物種以英國動物學家塞西爾·博登·克洛斯的名字命名。牠們高17-25吋，重6公斤。

## 生境
侏儒長臂猿只生活在蘇門答臘以西的明打威群島上，與其他長臂猿一樣以一夫一妻的家庭形式生活在一定地盤內，面積從大約49到74英畝（20到30公頃）不等。對這個區域內的其他長臂猿同類進行了激烈的防禦。它的飲食主要包括水果，偶爾也吃不同的植物部分、鳥蛋、昆蟲和小型脊椎動物。最喜歡的水果是無花果，但這些長臂猿不會花很多時間吃無花果，因為無花果在明打威群島上很稀缺。

## 通訊
不同於其他長臂猿（銀長臂猿除外），侏儒長臂猿兩性不會齊聲發聲。雄性在日出前唱歌，雌性在日出後唱歌。雌性克洛斯的長臂猿叫聲獨一無二，在叫聲的不同階段略有不同。

## 繁殖
侏儒長臂猿的繁殖週期與其他長臂猿相似。每兩到三年，雌性可以生下一個幼崽（妊娠期為七個月）。幼崽在第二年中斷奶，大約七年後完全成熟。牠們在野外的預期壽命約為25年，在圈養中長達40年。侏儒長臂猿是一夫一妻制的，雄性侏儒長臂猿利用領地來吸引可能的配偶。領土經常受到爭奪，侏儒長臂猿以侵略和威脅來保衛自己的領土。在求偶過程中，雄性和雌性一起保衛領地，只有在雌性認為雄性有能力保衛領地後才會發生交配。

## 保護
侏儒長臂猿正處於滅絕的危險之中。被世界自然保護聯盟（IUCN）列為瀕危物種（2021年）。最近的估計得出的結論是，大約有20,000至25,000隻侏儒長臂猿在野外存活，而且數量正在下降。在過去的二十五年裡，侏儒長臂猿的種群規模下降了50%。
牠們的唯一威脅是人類，明打威群島的原住民為了生存而殺死牠們，棲息處退化和碎裂化也是一大威脅。